# Olcan Adın
Olcan Adın (Balıkesir (Turkije), 30 september 1985) is een Turkse voormalig voetballer die bij voorkeur als middenvelder speelt.

## Biografie
Adın speelde in de jeugd van Balıkesirspor voordat hij uitkwam in de tweede voetbaldivisie van Turkije, voor Kartalspor. In de zomer van 2003 werd hij overgenomen door het jeugdteam van Fenerbahçe. In het eerste team van Fenerbahçe viel hij voornamelijk in tijdens wedstrijden voor de Turkse Beker en oefenwedstrijden. Op 27 augustus 2004 werd hij voor één jaar verhuurd aan Antalyaspor en in het seizoen 2007/08 kwam hij, wederom als huurling, uit voor Karşıyaka SK. In 2008 tekende Adın een driejarig contract bij Gaziantepspor, waar hij onder andere oud-teamgenoot Kemal Aslan tegenkwam.
Hij deed het goed bij Gaziantepspor en maakte de overstap naar Trabzonspor. Na drie succesvolle jaren bij Trabzonspor, tekende hij bij grootmacht Galatasaray. Na avonturen bij Akhisarspor en Antalyaspor, maakte hij in 2019 bekend zijn voetbalschoenen aan de wilgen te hangen.

## Carrière
| Seizoen                    | Land                       | Club                       | Competitie | Wedstrijden | Goals |
| -------------------------- | -------------------------- | -------------------------- | ---------- | ----------- | ----- |
| 2002/03                    | Turkije                    | Kartalspor                 | TFF 2. Lig | 14          | 2     |
| 2003/04                    | Turkije                    | Fenerbahçe                 | Süper Lig  | 1           | 0     |
| 2004/05                    | Turkije                    | Antalyaspor                | TFF 1. Lig | 28          | 0     |
| 2005/07                    | Turkije                    | Fenerbahçe                 | Süper Lig  | 13          | 0     |
| 2007/08                    | Turkije                    | Karşıyaka SK               | TFF 1. Lig | 32          | 8     |
| 2008/11                    | Turkije                    | Gaziantepspor              | Süper Lig  | 75          | 12    |
| 2011/14                    | Turkije                    | Trabzonspor                | Süper Lig  | 106         | 30    |
| Bijgewerkt tot 4 juli 2014 | Bijgewerkt tot 4 juli 2014 | Bijgewerkt tot 4 juli 2014 | Totaal     | 269         | 52    |